# Кубок Кремля 2002
Кубок Кремля 2002 — тенісний турнір, що проходив на закритих кортах з килимовим покриттям спорткомплексу Олімпійський у Москві (Росія). Належав до серії International в рамках Туру ATP 2002, а також до серії Tier I в рамках Туру WTA 2002. Тривав з 30 вересня до 6 жовтня 2002 року.

## Переможниці та фіналістки

### Одиночний розряд, чоловіки
Поль-Анрі Матьє —  Шенг Схалкен 4–6, 6–2, 6–0
- Для Матьє це був 1-й титул за рік і 1-й — за кар'єру.

### Одиночний розряд, жінки
Магдалена Малеєва —  Ліндсі Девенпорт 5–7, 6–3, 7–6(7–4)
- Для Малеєвої це був 2-й титул за сезон і 10-й — за кар'єру.

### Парний розряд, чоловіки
Роджер Федерер /  Макс Мирний —  Джошуа Ігл /  Сендон Столл 6–4, 7–6(7–0)
- Для Федерера це був 3-й титул за сезон і 4-й - за кар'єру. Для Мирного це був 3-й титул за сезон і 13-й - за кар'єру.

### Парний розряд, жінки
Олена Дементьєва /  Жанетта Гусарова —  Єлена Докич /  Надія Петрова 2–6, 6–3, 7–6(7–0)
- Для Дементьєвої це був 3-й титул за сезон і 3-й — за кар'єру. Для Гусарової це був 4-й титул за сезон і 12-й — за кар'єру.